# Liste der Stolpersteine in Heppenheim (Bergstraße)
Die Liste der Stolpersteine in Heppenheim (Bergstraße) enthält alle Stolpersteine, die im Rahmen des gleichnamigen Projekts von Gunter Demnig in Heppenheim (Bergstraße) verlegt wurden. Mit ihnen soll an Opfer des Nationalsozialismus erinnert werden, die in Heppenheim lebten und wirkten.

## Verlegte Stolpersteine
| Adresse                             | Verlege- datum | Person, Inschrift | Bild                                           | Anmerkung |
| ----------------------------------- | -------------- | --- | ---------------------------------------------- | --------- |
| Lehrstraße 3, Heppenheim ·          | 17. Nov. 2014  | Hier wohnte Else Miriam Sundheimer Jg. 1913 Flucht 1939 England                                                                                    | Stolperstein für Else Miriam Sundheimer        |           |
| Lehrstraße 3, Heppenheim ·          | 17. Nov. 2014  | Hier wohnte Eva Sundheimer Jg. 1923 deportiert 1942 Piaski ermordet in Auschwitz                                                                   | Stolperstein für Eva Sundheimer                |           |
| Lehrstraße 3, Heppenheim ·          | 17. Nov. 2014  | Hier wohnte Gertrud Sundheimer Jg. 1917 Flucht 1936 Südafrika                                                                                      | Stolperstein für Gertrud Sundheimer            |           |
| Lehrstraße 3, Heppenheim ·          | 17. Nov. 2014  | Hier wohnte Ida Sundheimer geb.Rothschild Jg. 1885 deportiert 1942 Piaski ermordet in Auschwitz                                                    | Stolperstein für Ida Sundheimer geb.Rothschild |           |
| Lehrstraße 3, Heppenheim ·          | 17. Nov. 2014  | Hier wohnte Käthe Sundheimer Jg. 1912 Flucht 1935 Südafrika                                                                                        | Stolperstein für Käthe Sundheimer              |           |
| Lehrstraße 3, Heppenheim ·          | 17. Nov. 2014  | Hier wohnte Ludwig Sundheimer Jg. 1919 ‘Schutzhaft’ 1938 Dachau deportiert 1942 Piaski 1942 Majdanek ermordet                                      | Stolperstein für Ludwig Sundheimer             |           |
| Lehrstraße 3, Heppenheim ·          | 17. Nov. 2014  | Hier wohnte Maier Sundheimer Jg. 1881 deportiert 1942 Piaski ermordet in Auschwitz                                                                 | Stolperstein für Maier Sundheimer              |           |
| Darmstädter Straße 20, Heppenheim · | 6. Nov. 2015   | Hier wohnte Sofie Fischer Jg. 1872 Unfreiwillig verzogen 1939 Frankfurt M. deportiert 1942 Theresienstadt ermordet 2.12.1943                       | Stolperstein für Sofie Fischer                 |           |
| Friedrichstraße 34, Heppenheim ·    | 8. März 2017   | Hier wohnte Leo Bach Jg. 1881 deportiert 1942 Piaski ermordet 31.10.1942                                                                           | Stolperstein für Leo Bach                      |           |
| Friedrichstraße 34, Heppenheim ·    | 8. März 2017   | Hier wohnte Rosa Bach geb. David Jg. 1885 deportiert 1942 Piaski ermordet                                                                          | Stolperstein für Rosa Bach                     |           |
| Friedrichstraße 34, Heppenheim ·    | 8. März 2017   | Hier wohnte Kurt Bach Jg. 1911 Flucht 1936 Südafrika                                                                                               | Stolperstein für Kurt Bach                     |           |
| Friedrichstraße 34, Heppenheim ·    | 8. März 2017   | Hier wohnte Gerda Bach Jg. 1912 Flucht 1936 Südafrika                                                                                              | Stolperstein für Gerda Bach                    |           |
| Lorscher Straße 17, Heppenheim ·    | 8. März 2017   | Hier wohnte Abraham Baruch Jg. 1888 gedemütigt/entrechtet tot 27.12.1935 Bensheim                                                                  | Stolperstein für Abraham Baruch                |           |
| Lorscher Straße 17, Heppenheim ·    | 8. März 2017   | Hier wohnte Dina Baruch geb. Meyerhof Jg. 1885 Flucht 1936 Holland mit Hilfe überlebt                                                              | Stolperstein für Dina Baruch                   |           |
| Lorscher Straße 17, Heppenheim ·    | 8. März 2017   | Hier wohnte Helmuth Baruch Jg. 1915 Flucht 1936 Holland interniert Westerbork deportiert 1944 Auschwitz Buchenwald 1945 Bergen-Belsen ermordet     | Stolperstein für Helmuth Baruch                |           |
| Lorscher Straße 17, Heppenheim ·    | 8. März 2017   | Hier wohnte Erich Baruch Jg. 1920 Flucht 1936 Holland mit Hilfe überlebt                                                                           | Stolperstein für Erich Baruch                  |           |
| Friedrichstraße 21, Heppenheim ·    | 26. März 2019  | Hier wohnte und arbeitete Berthold Mainzer Jg. 1877 ‘Schutzhaft‘ 1940 Gefängni Darmstadt ermordet 13.7.1940                                        | Stolperstein für Berthold Mainzer              |           |
| Friedrichstraße 21, Heppenheim ·    | 26. März 2019  | Hier wohnte und arbeitete Johanna Mainzer geb. Mayer Jg. 1887 Flucht 1940 Argentinien                                                              | Stolperstein für Johanna Mainzer               |           |
| Friedrichstraße 21, Heppenheim ·    | 26. März 2019  | Hier wohnte Georg Mainzer Jg. 1911 Flucht 1935 Paraguay Argentinien                                                                                | Stolperstein für Georg Mainzer                 |           |
| Friedrichstraße 21, Heppenheim ·    | 26. März 2019  | Hier wohnte Lotte Mainzer Jg. 1913 Flucht 1933 Frankreich USA                                                                                      | Stolperstein für Lotte Mainzer                 |           |
| Friedrichstraße 21, Heppenheim ·    | 26. März 2019  | Hier wohnte Rudolf Mainzer Jg. 1913 Flucht 1933 Paraguay Argentinien                                                                               | Stolperstein für Rudolf Mainzer geb.Rothschild |           |
| Friedrichstraße 21, Heppenheim ·    | 26. März 2019  | Hier wohnte und arbeitete Jakob Mainzer Jg. 1874 Flucht 1936 Holland interniert Westerbork deportiert 1942 Auschwitz ermordet 15.10.1942           | Stolperstein für Jakob Mainzer                 |           |
| Friedrichstraße 21, Heppenheim ·    | 26. März 2019  | Hier wohnte und arbeitete Berta Mainzer geb. Morgenthau Jg. 1892 Flucht Holland interniert Westerbork deportiert 1943 Auschwitz ermordet 14.1.1943 | Stolperstein für Berta Mainzer                 |           |
| Friedrichstraße 21, Heppenheim ·    | 26. März 2019  | Hier wohnte Dr. Richard Mainzer Jg. 1907 Flucht 1934 Holland Kuba                                                                                  | Stolperstein für Richard Mainzer               |           |
| Friedrichstraße 21, Heppenheim ·    | 26. März 2019  | Hier wohnte Dr. Hildegard Mainzer verh. Graff Jg. 1908 Flucht 1935 Holland USA                                                                     | Stolperstein für Hildegard Mainzer             |           |
| Friedrichstraße 21, Heppenheim ·    | 26. März 2019  | Hier wohnte Dr. Wilhelm Mainzer Jg. 1909 Flucht 1934 Holland China                                                                                 | Stolperstein für Wilhelm Mainzer               |           |
| Friedrichstraße 21, Heppenheim ·    | 26. März 2019  | Hier wohnte Fritz Mainzer Jg. 1912 Flucht 1935 Südafrika                                                                                           | Stolperstein für Fritz Mainzer                 |           |
| Lorscher Straße 23, Heppenheim ·    | 10. Juni 2022  | Hier wohnte Nathan Friedmann Jg. 1869 Unfreiwillig verzogen 1938 Frankfurt M. gedemütigt / entrechtet tot 27.12.1940                               | Stolperstein für Nathan Friedmann              |           |
| In der Krone 7, Heppenheim ·        | 10. Juni 2022  | Hier wohnte Leopold Goldblum Jg. 1883 Flucht 1939 USA                                                                                              | Stolperstein für Leopold Goldblum              |           |
| In der Krone 7, Heppenheim ·        | 10. Juni 2022  | Hier wohnte Bertha Goldblum geb. Metzger Jg. 1885 Flucht 1939 USA                                                                                  | Stolperstein für Bertha Goldblum               |           |
| In der Krone 7, Heppenheim ·        | 10. Juni 2022  | Hier wohnte Flora Goldblum Jg. 1909 Flucht 1936 USA                                                                                                | Stolperstein für Flora Goldblum                |           |
| In der Krone 7, Heppenheim ·        | 10. Juni 2022  | Hier wohnte Irma Goldblum Jg. 1910 Flucht 1938 USA                                                                                                 | Stolperstein für Irma Goldblum                 |           |
| In der Krone 7, Heppenheim ·        | 10. Juni 2022  | Hier wohnte Bernhard Goldblum Jg. 1914 Flucht 1937 USA                                                                                             | Stolperstein für Bernhard Goldblum             |           |
| Ernst-Ludwig-Straße 2, Heppenheim · | 10. Juni 2022  | Hier wohnte Arthur Meyer Jg. 1874 Flucht 1934 Holland interniert Westerbrok deportiert 1943 Auschwitz ermordet 5.2.1943                            | Stolperstein für Arthur Meyer                  |           |
| Ernst-Ludwig-Straße 2, Heppenheim · | 10. Juni 2022  | Hier wohnte Helene Meyer geb. Cohen Jg. 1879 Flucht 1934 Holland interniert Westerbrok deportiert 1943 Auschwitz ermordet 5.2.1943                 | Stolperstein für Helene Meyer                  |           |
| Ernst-Ludwig-Straße 2, Heppenheim · | 10. Juni 2022  | Hier wohnte Hans Martin Meyer Jg. 1913 Flucht 1933 Holland mit Hilfe überlebt                                                                      | Stolperstein für Hans Martin Meyer             |           |
| Ernst-Ludwig-Straße 2, Heppenheim · | 10. Juni 2022  | Hier wohnte Herbert Meyer Jg. 1916 Flucht 1934 Holland mit Hilfe überlebt                                                                          | Stolperstein für Herbert Meyer                 |           |
| Ernst-Ludwig-Straße 2, Heppenheim · | 10. Juni 2022  | Hier wohnte Ernst Ludwig Meyer Jg. 1917 Flucht 1934 Holland interniert Westerbork deportiert 1943 Sobibor ermordet 1943                            | Stolperstein für Ernst Ludwig Meyer            |           |